# Sport Club Santa Rita
Lo Sport Club Santa Rita, meglio noto come Santa Rita, è una società calcistica brasiliana con sede nella città di Boca da Mata.

## Storia
Il club è stato fondato il 3 gennaio 1974. Il Santa Rita ha vinto il Campeonato Alagoano Segunda Divisão nel 2007, nel 2009 (anche se in quell'anno il titolo fu condiviso insieme all'União) e nel 2013. Nel 2014, il club ha raggiunto gli ottavi di finale di Coppa del Brasile, dove è stato eliminato dal Cruzeiro, dopo aver eliminato al primo turno il Guarani, al secondo turno il Potiguar e al terzo turno il Santa Cruz.

## Palmarès

### Competizioni statali
- Campeonato Alagoano Segunda Divisão: 3

2007, 2009, 2013